# Masahiro Kanagawa
Masahiro Kanagawa (金川真大 Kanagawa Masahiro, 7 de mayo de 1983 - 21 de febrero de 2013), fue un asesino en serie japonés, autor de la Masacre de Tsuchiura, de la que resultaron dos muertos y siete heridos.

## Personalidad
Kanagawa fue descrito por la policía japonesa como un fanático de los videojuegos, y en 2003 participó en un torneo a nivel nacional de videojuegos en Akihabara.
Cuando lo detuvieron tenía una Nintendo DS entre sus cosas. Tenía 24 años y vecinos del asesino lo recordaron como un desempleado cortés y gentil hacia los demás pero con una personalidad muy irritable y nerviosa cuando empezaba a divertirse con videojuegos.

## Secuencia de los crímenes
Enero y febrero del año 2008
Masahiro Kanagawa compró un cuchillo y un puñal.
Marzo
Kanagawa retiró del banco 400.000 yenes (aproximadamente 2800 euros), prácticamente todo el dinero que tenía.
19 de marzo - Primer asesinato
Kanagawa asesinó a Yoshikazu Miura (三浦芳一 Miura Yoshikazu, 72 años). Kanagawa se convirtió en sospechoso del asesinato, al encontrar su bicicleta abandonada cerca del lugar del crimen.
21 de marzo
Kanagawa escapó en tren hasta la ciudad de Akihabara disfrazándose.
La policía de la prefectura de Ibaraki detectó la presencia de Kanagawa en Akihabara.
22 de marzo
Kanagawa provocó a la policía llamándola desde un teléfono público para que "lo arrestara si podía".
23 de marzo
Ocurre la "masacre de Tsuchiura" cuando a las 11:00 horas, Kanagawa atacó con un cuchillo y un puñal a ocho personas al azar que encontró en los andenes de la estación de tren de Arakawaoki, resultando en un muerto y siete heridos. Tras la conmoción, intervinieron agentes de policía a quienes Kanagawa se entregó sin resistencia, portando aún sus armas ensangrentadas.
1 de septiembre
La fiscalía de la provincia de Mito acusó a Kanagawa por homicidio y lesiones, después de acabar la investigación de cuatro meses sobre la salud mental de Kanagawa. Se determinó que, si bien el acusado sufría trastornos mentales, al momento de atacar a los transeúntes de la estación de Arawakoki sí era consciente de sus actos y podía advertir las consecuencias de estos.

## Investigación y Juicio
Masahiro Kanagawa mencionó que el motivo para cometer sus ataques era solamente el "deseo de matar a alguien". En su primer juicio, el 1 de mayo de 2009, Kanagawa declaró que cometió estos asesinatos esperando ser por ello condenado a pena de muerte. Mientras se presentaban las pruebas en la audiencia judicial, Kanagawa se desmayó al ver las lesiones de los heridos, por lo cual se detuvo la sesión del tribunal durante 30 minutos.
Kanagawa declaró en su tercera audiencia, el 3 de junio que "le daba igual asesinar a un hombre o matar a un mosquito". También, mencionó que no sentía culpa por sus crímenes, y que no consideraba el asesinato como un acto inmoral "tal como el león no siente culpa alguna después de matar a una cebra".
Las familias de los dos fallecidos reclamaron en la quinta sesión celebrada el 3 de julio que deberían de aplicarle la pena de muerte. Mientras escuchaba esos testimonios, Kanagawa sacudió la mesa donde estaba sentado e intentó salir de la sala, siendo castigado por el juez por este acto., Al final el 18 de diciembre de 2009 fue sentenciado a pena de muerte, y el 21 de febrero de 2013 fue ejecutado en la horca.
Algunos medios de comunicación mencionaron la masacre como "la masacre del Ninja Gaiden", ya que Kanagawa tenía el juego Ninja Gaiden~Dragon Sword el día que cometió los asesinatos.